# David M. Thompson
David M. Thompson (Reino Unido, 18 de julho de 1950) é um produtor de televisão e produtor cinematográfico britânico. Como reconhecimento, recebeu indicação ao BAFTA 2014.